# Ciclismo ai Giochi della X Olimpiade - Velocità
La competizione della velocità di ciclismo dei Giochi della X Olimpiade si tenne nei giorni dal 1° al 3 agosto 1932 al Rose Bowl di Pasadena, negli Stati Uniti.

## Risultati

### 1º turno
Si disputò il 1º agosto. I primi due di ciascuna serie ai quarti di finale, i restanti ai recuperi.
| Pos. | Atleta          | Nazione   | Tempo |
| ---- | --------------- | --------- | ----- |
| 1    | Louis Chaillot  | Francia   | 13"0  |
| 2    | Willy Gervin    | Danimarca |       |
| 3    | Enrique Heredia | Messico   |       |

| Pos. | Atleta             | Nazione       | Tempo |
| ---- | ------------------ | ------------- | ----- |
| 1    | Jacques van Egmond | Paesi Bassi   | 13"0  |
| 2    | Ernest Chambers    | Gran Bretagna |       |
| 3    | Leo Marchiori      | Canada        |       |

| Pos. | Atleta           | Nazione     | Tempo |
| ---- | ---------------- | ----------- | ----- |
| 1    | Dunc Gray        | Australia   | 13"2  |
| 2    | Bruno Pellizzari | Italia      |       |
| 3    | Bobby Thomas     | Stati Uniti |       |

### Recupero
Si disputò il 2 agosto. I primi due ai quarti di finale.
| Pos. | Atleta          | Nazione     | Tempo |
| ---- | --------------- | ----------- | ----- |
| 1    | Bobby Thomas    | Stati Uniti | 13"1  |
| 2    | Leo Marchiori   | Canada      |       |
| 3    | Enrique Heredia | Messico     |       |

### Quarti di finale
Si disputarono il 2 agosto. I vincitori di ciascuna serie in semifinale.
| Pos. | Atleta         | Nazione | Tempo |
| ---- | -------------- | ------- | ----- |
| 1    | Louis Chaillot | Francia | 12"9  |
| 2    | Leo Marchiori  | Canada  |       |

| Pos. | Atleta             | Nazione     | Tempo |
| ---- | ------------------ | ----------- | ----- |
| 1    | Jacques van Egmond | Paesi Bassi | 12"2  |
| 2    | Bobby Thomas       | Stati Uniti |       |

| Pos. | Atleta       | Nazione   | Tempo |
| ---- | ------------ | --------- | ----- |
| 1    | Dunc Gray    | Australia | 12"9  |
| 2    | Willy Gervin | Danimarca |       |

| Pos. | Atleta           | Nazione       | Tempo |
| ---- | ---------------- | ------------- | ----- |
| 1    | Bruno Pellizzari | Italia        | 12"5  |
| 2    | Ernest Chambers  | Gran Bretagna |       |

### Semifinali
Si disputarono il 3 agosto. I vincitori di ciascuna serie in finale, i perdenti alla finale 3 posto.
| Pos. | Atleta         | Nazione   | Tempo |
| ---- | -------------- | --------- | ----- |
| 1    | Louis Chaillot | Francia   | 12"8  |
| 2    | Dunc Gray      | Australia |       |

| Pos. | Atleta             | Nazione     | Tempo |
| ---- | ------------------ | ----------- | ----- |
| 1    | Jacques van Egmond | Paesi Bassi | 12"5  |
| 2    | Bruno Pellizzari   | Italia      |       |

### Finale 3 posto
Si disputò il 3 agosto. 
| Pos.   | Atleta           | Nazione   | Tempo |
| ------ | ---------------- | --------- | ----- |
| Bronzo | Bruno Pellizzari | Italia    | 12"7  |
| 4      | Dunc Gray        | Australia |       |

### Finale 1 posto
Si disputò il 3 agosto. 
| Pos.    | Atleta             | Nazione     | Prove | Prove | Prove |
| Pos.    | Atleta             | Nazione     | Tempo | Tempo | Tempo |
| ------- | ------------------ | ----------- | ----- | ----- | ----- |
| Oro     | Jacques van Egmond | Paesi Bassi |       | 12"6  | 12"6  |
| Argento | Louis Chaillot     | Francia     | 12"5  |       |       |